# Ivohibe
Ivohibe est une ville et une commune rurale (Kaominina) située dans la région d'Ihorombe (province de Fianarantsoa), dans le sud de Madagascar.

## Administration
La commune rurale est le chef-lieu du district du même nom, possède 15 fokontany.

## Population et société

### Démographie
La population est estimée à 19 534.

### Enseignement
La commune possède trente-et-une écoles primaires publiques et un collège d’enseignement secondaire.

## Économie
Les ressources agricoles sont les rizières, l'élevage de zébus, la culture de manioc, d'arachides et de haricots.

## Culture et patrimoine
Sur le territoire communal se trouve la réserve spéciale du Pic d'Ivohibe.